# Beyond the Black
Beyond the Black est un groupe de metal symphonique allemand, originaire de Mannheim et formé en 2014. Leur premier album, Songs of Love and Death, a connu un certain succès directement après sa sortie, et figure dans les classements des sorties en Allemagne et en Autriche.  

## Biographie

### Formation etSongs of Love and Death(2014-2015)

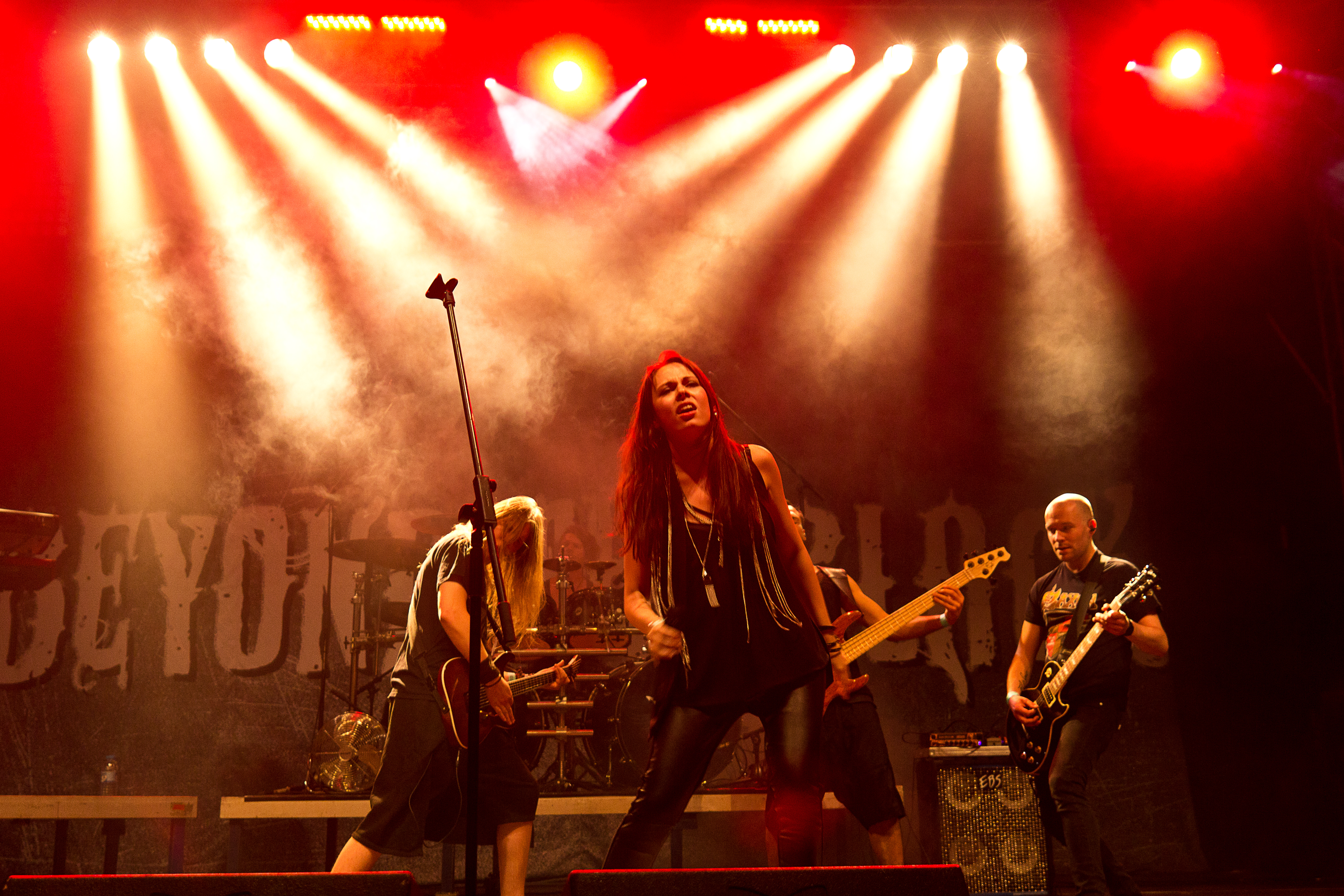
Beyond the Black au Wave-Gotik-Treffen, en 2015 à Leipzig.

Le groupe est formé en 2014 à Mannheim, en Allemagne, par la chanteuse Jennifer Haben (ex-Saphir), les guitaristes Christopher Hummels et Nils Lesser, le claviériste Michael Hauser, le bassiste Erwin Schmidt et le batteur Tobias Derer. Leur première apparition en concert a lieu lors du Wacken Open Air 2014 en première partie de Saxon et Hell,.
Le 13 février 2015, le groupe sort son premier album Songs of Love and Death, qui se place à la 12e place des classements allemands et 21e des classements autrichiens,. Cet album est produit par Sascha Paeth (Avantasia) et reçoit des critiques généralement positives,. Une semaine plus tard, le 20 février, le groupe fait une apparition télévisée sur la première chaîne satellite allemande au cours de l'émission matinale avec le titre In the Shadows.
Le 13 mai 2015, le groupe entame sa première tournée à travers l'Allemagne, suivie d'un passage au Wave-Gotik-Treffen le 23 mai 2015. Le groupe annonce sur sa page Facebook le 21 décembre 2015 que leur deuxième album, Lost in Forever sera publié le 12 février 2016, et comprendra 13 nouveaux morceaux, tandis que l'édition collector inclurait en plus neuf chansons enregistrées en concert (dont une reprise jamais enregistrée auparavant), un entretien avec les membres du groupe et un menu interactif. 

### Lost In Forever(2016-2018)

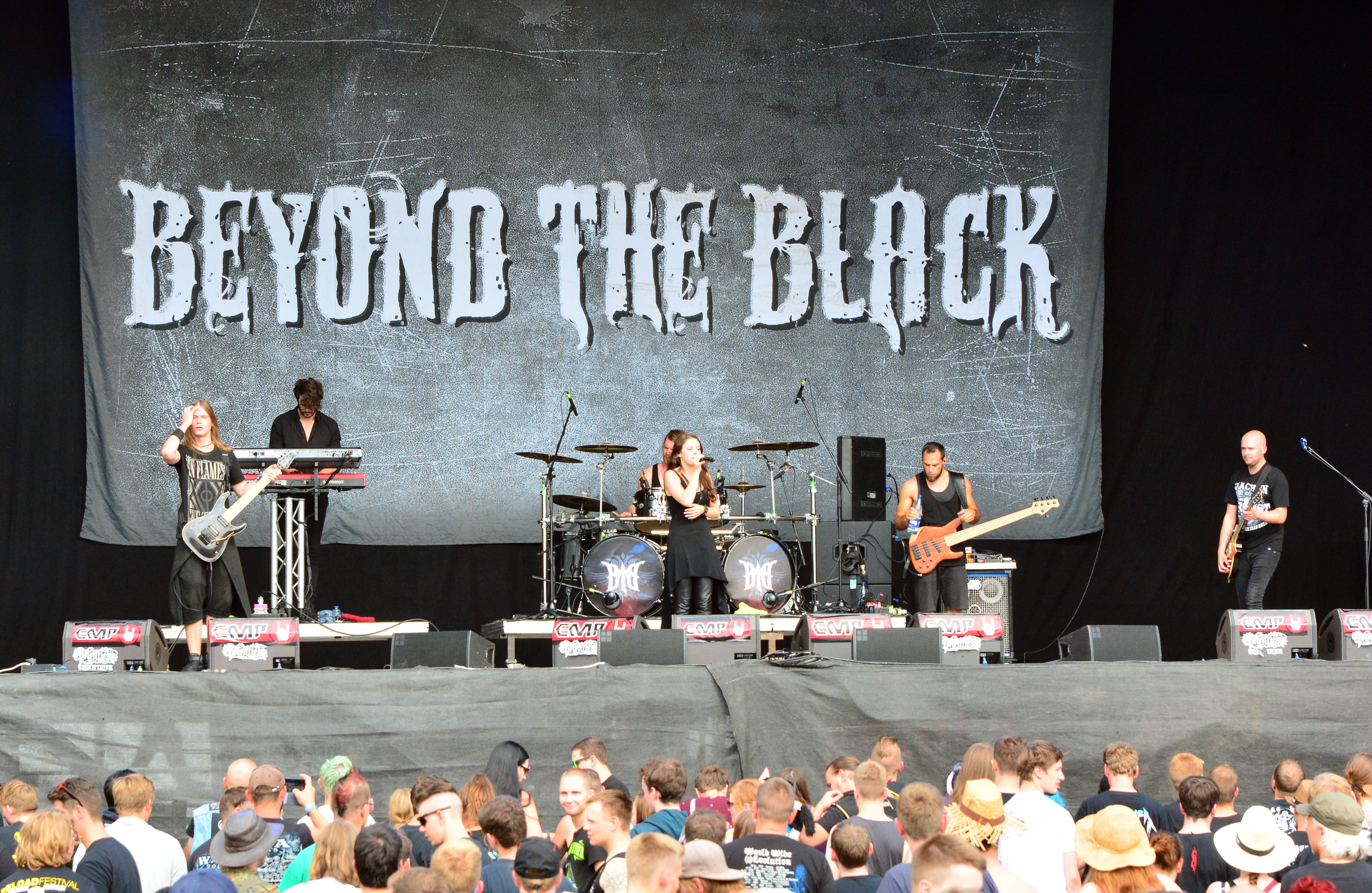
Beyond the Black au Reload Festival, en janvier 2015.

Le 15 juillet 2016, la chanteuse Jennifer Haben annonce sur le site officiel du groupe que celui-ci est entièrement démantelé. Une audition à Berlin est donc lancée pour recruter de nouveaux musiciens. 
Le 2 novembre 2016, le nouveau line-up du groupe est annoncé dans une vidéo publiée sur la page Facebook du groupe. Ainsi, les nouveaux membres sont Stefan Herkenhoff à la basse, Chris Hermsdörfer à la guitare solo et aux chœurs, Tobi Lodes à la guitare rythmique et aux chœurs, Jonas Roßner aux claviers et aux chœurs et Kai Tschierschky à la batterie. Dans cette vidéo, le groupe annonce également une série de concerts en tant que têtes d'affiche, démarrant le 3 novembre à Cologne. Ils participent également aux tournées de Scorpions (démarrant le 23 novembre 2016 et se terminant le 2 décembre) et de Powerwolf (en compagnie d'Epica) en janvier 2017. Il s'agit alors de leur première tournée européenne ; la date du 4 février 2017 au zénith de Paris marque leur premier concert en France. 
À la suite de ce concert, le groupe repart en tournée à partir du 25 novembre 2017 en tant que têtes d'affiche accompagnés par les groupes Beast in Black et Kobra and the Lotus. Ils font notamment étape dans des villes comme Cologne, Karlsruhe ou bien Berlin, et ce jusqu'au 17 décembre 2017. 

### Signature chezNapalm Records,Heart of the HurricaneetHørizøns(2018-2020)
Le 9 mai 2018, le groupe annonce sa signature chez le label autrichien Napalm Records. Par la même occasion, ils annoncent un nouvel album en préparation dont la sortie est annoncée pour le courant de l'année.  
Le groupe publie finalement son troisième album, Heart of the Hurricane, le 31 août 2018. Il s'agit du premier album à voir la participation, à l'exception de Jennifer Haben, de la totalité des musiciens[pas clair]. Il est une nouvelle fois produit par Sascha Paeth.   
À la suite de la publication de l'album, Beyond the Black part en tournée en première partie de Within Temptation à partir du 11 octobre 2018 et faisant étape dans des villes comme Moscou, Espoo ou bien Copenhague.
Le 3 mai 2019, le groupe publie le clip de "Through the Mirror" issu de l'album Heart of the Hurricane. 
Le 6 mars 2020, le groupe annonce la sortie de son quatrième album Hørizøns pour le 19 juin 2020, toujours sous le label Napalm Records. A cette occasion, ils dévoilent un extrait intitulé "Misery". Le 3 avril 2020, ils publient leur nouveau single « Golden Pariahs ». 
À la suite de la publication de l'album, il est prévu que le groupe parte en tournée à l'automne 2020 avec Amaranthe. Cependant, en raison de la crise du Covid-19, cette tournée est reportée au printemps 2021. Face à la dégradation de la situation sanitaire, la tournée est à nouveau reportée en 2022. 
Dans ce contexte sanitaire, Beyond the Black réalise des performances acoustiques dans le cadre du "Wacken Open Air : Acoustic Clash". Ils y interprètent exclusivement des reprises de Sabaton, Disturbed, Volbeat ainsi que Iron Maiden. Ces performances sont par la suite enregistrées et mises à disposition des fans sous forme d'un EP publié le 18 décembre 2020.

### Signature chezNuclear BlastetBeyond the Black(depuis 2021)
Durant l'été 2021, le groupe signe au sein du label Nuclear Blast . 
Le 9 septembre 2022, Amaranthe sort une version alternative de leur chanson "Make It Better", avec Jennifer Haben comme chanteuse invitée. 
Le 5 octobre 2022, le groupe annonce la sortie de son cinquième album éponyme Beyond the Black. 
Suite à l'annonce de la line-up du Hellfest 2025, le groupe apparait sur la scène de Clisson le samedi 21 juin. Il joue également le dimanche 22 juin au Graspop Metal Meeting 2025 puis le 18 juillet au Wacken Open Air 2025. 
Le 25 juillet 2025, le groupe annonce la sortie de son sixième album Break the Silence pour l'année suivante, toujours avec Nuclear Blast. 

## Membres

### Membres actuels

Membres actuels
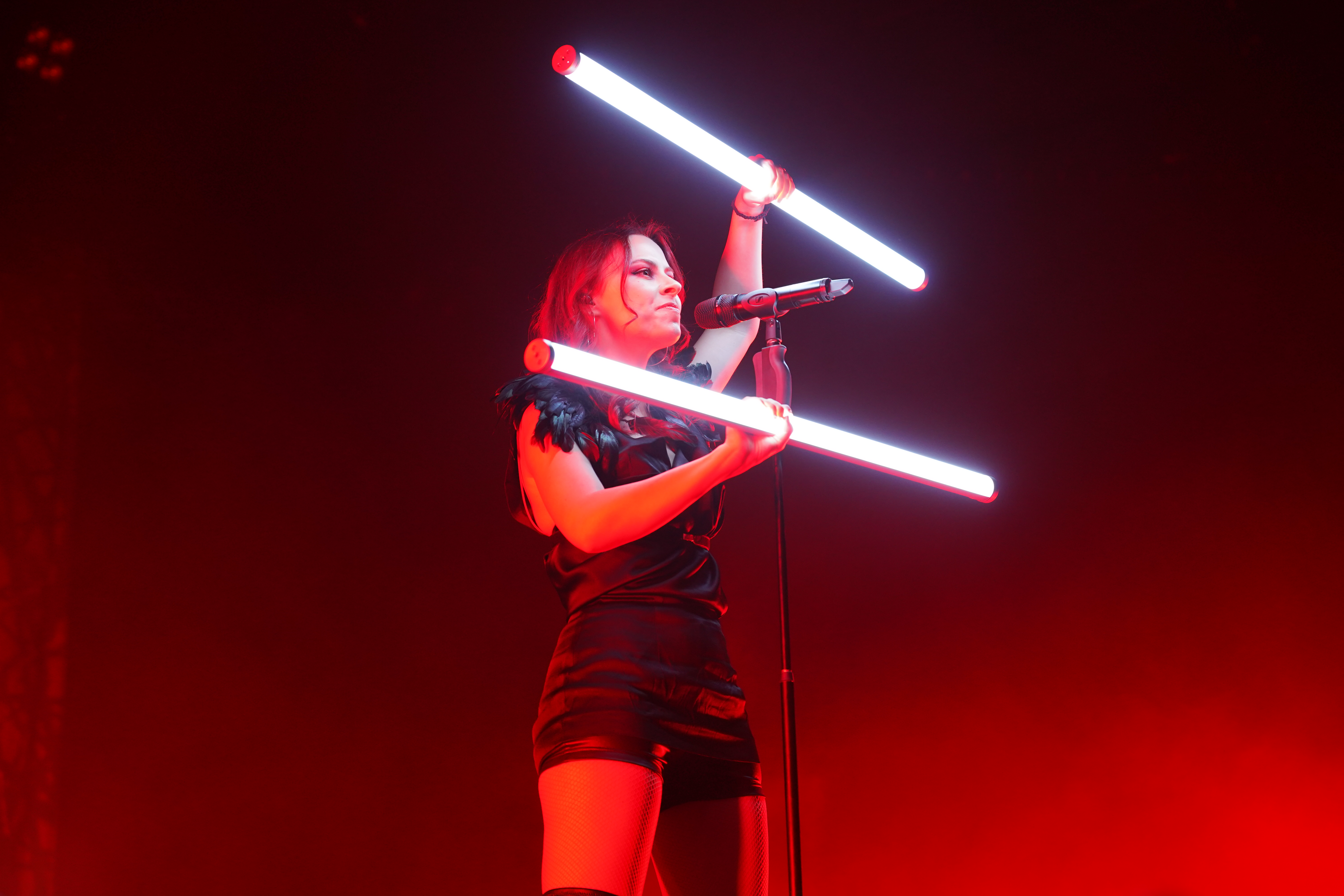
Jennifer Haben – chant (depuis 2014)
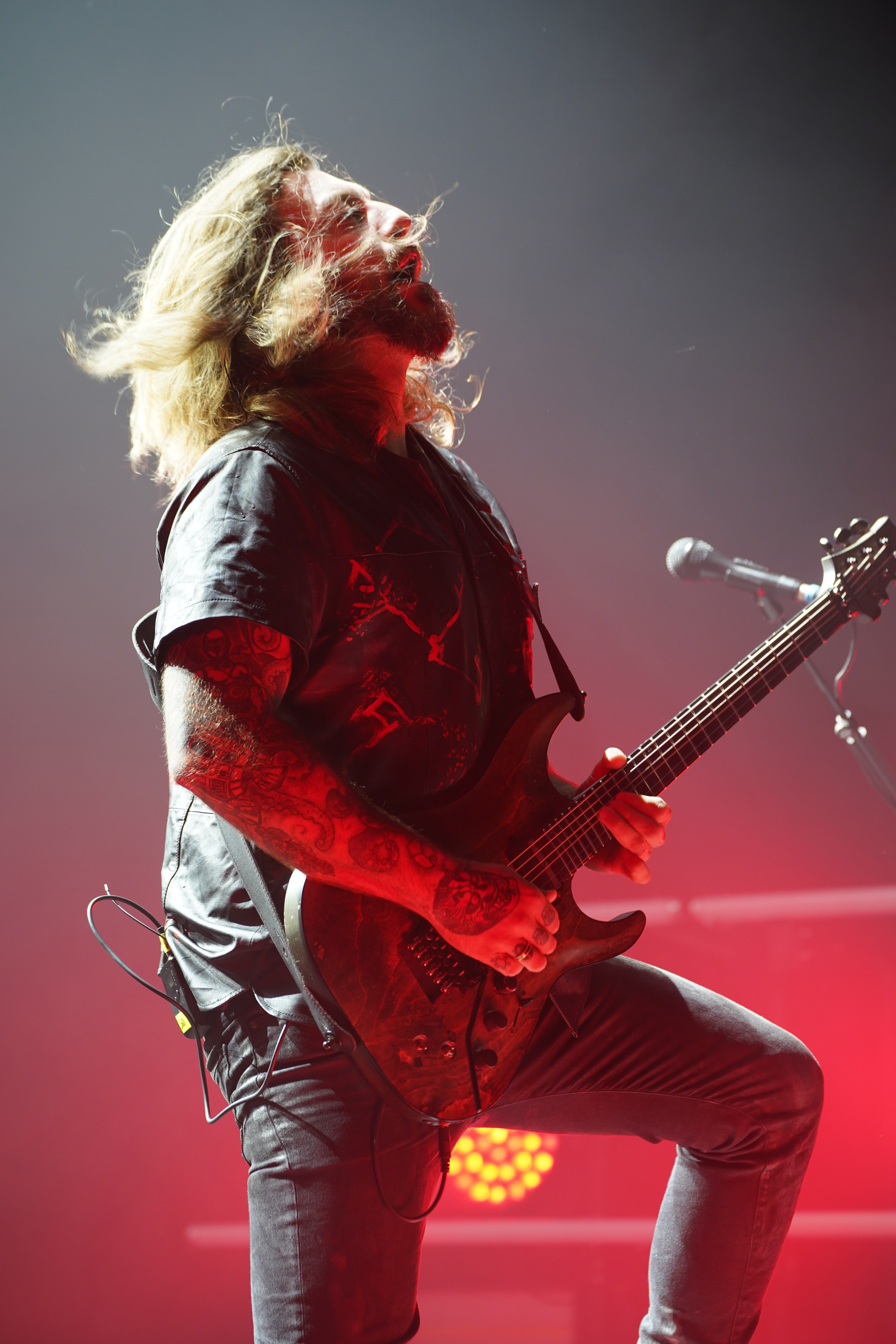
Chris Hermsdörfer – guitare solo, chœurs (depuis 2016)
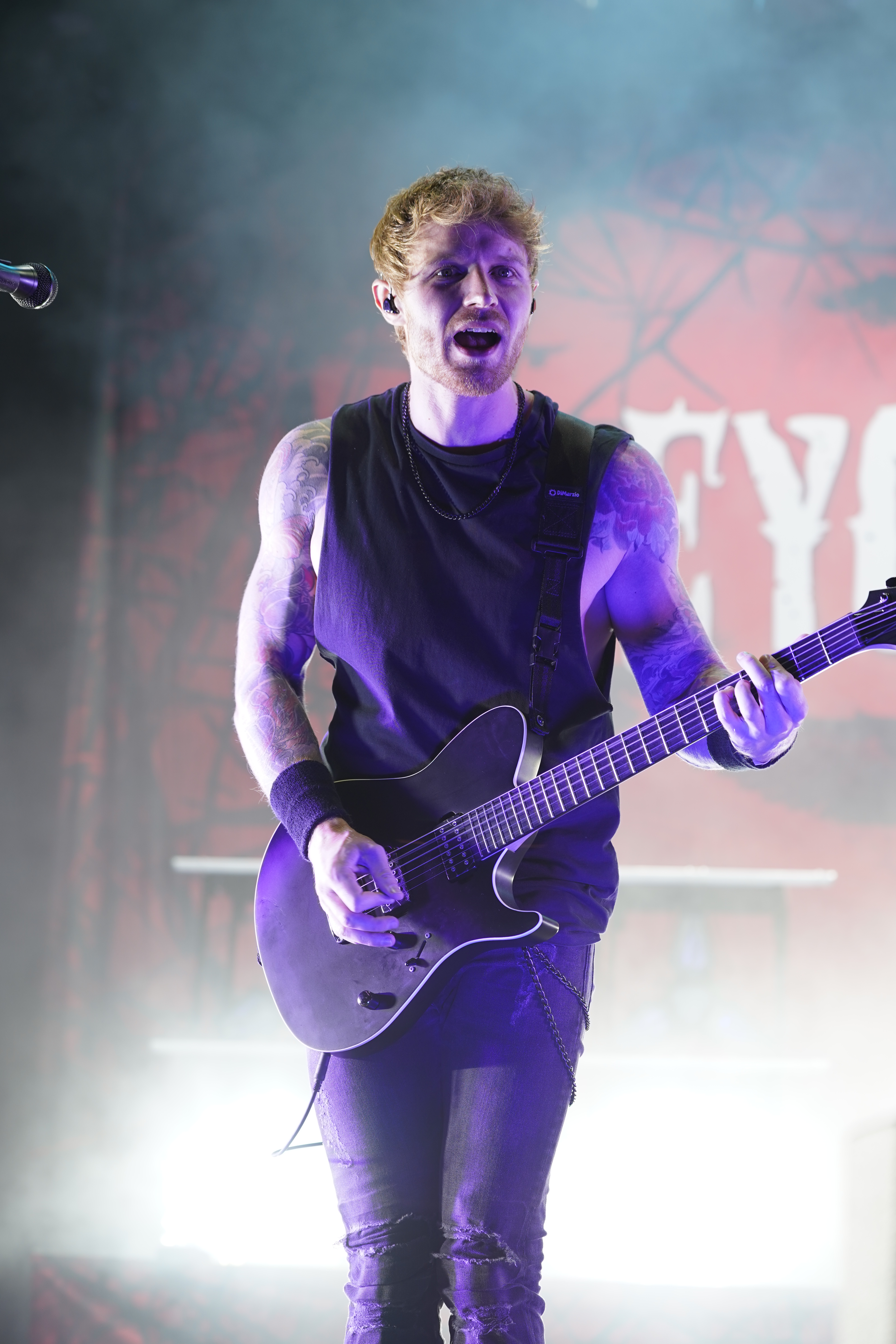
Tobias Lodes – guitare rythmique, chœurs (depuis 2016)
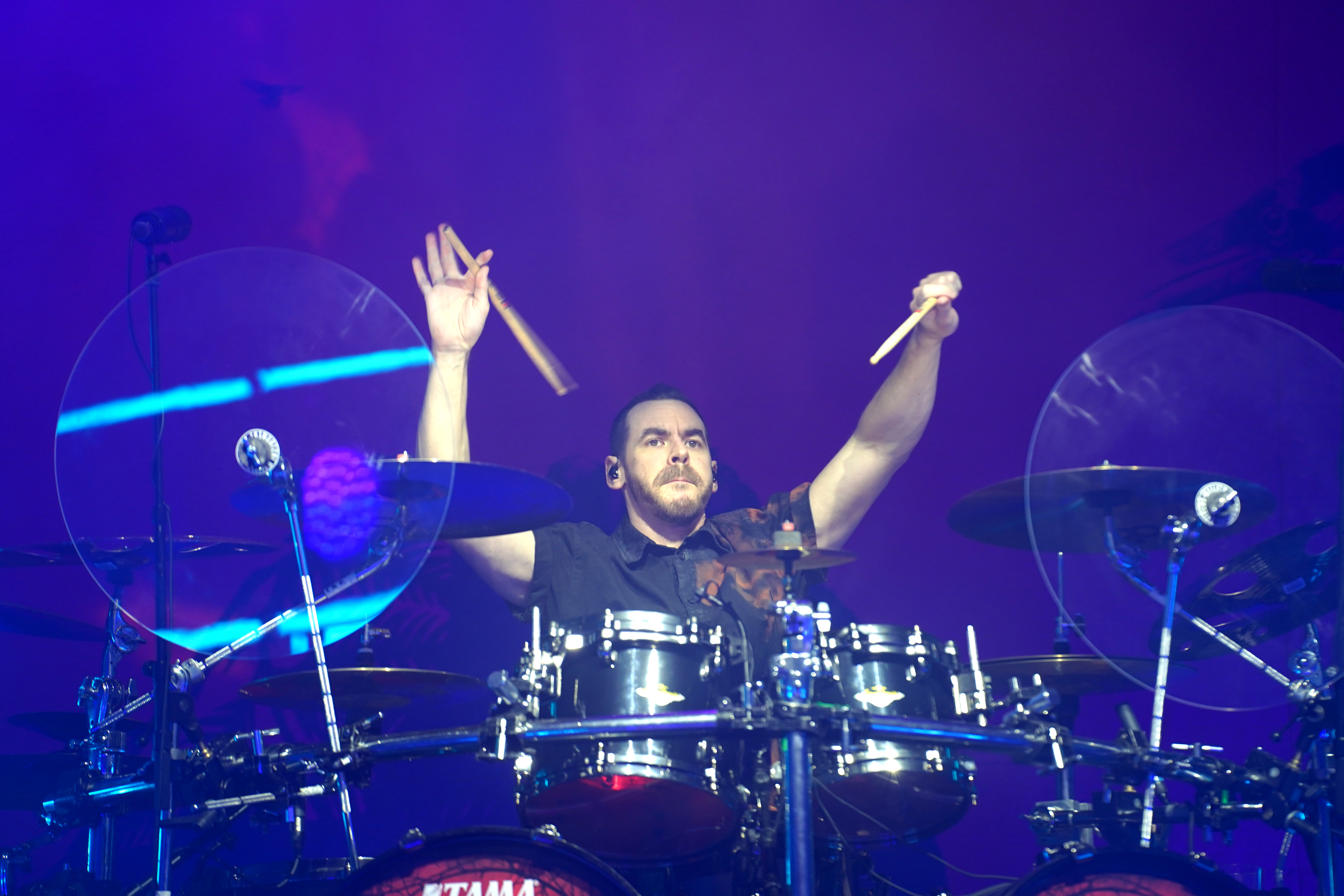
Kai Tschierschky – batterie (depuis 2016)

### Anciens membres
- Nils Lesser - guitare solo (2014-2016)
- Christopher Hummels - guitare rythmique, chœurs (2014-2016)
- Tobias Derer - batterie (2014-2016)
- Erwin Schmidt - basse (2014-2016)
- Michael Hauser - synthétiseur (2014-2016)
- Jonas Roßner - claviers, chœurs (2016-2018)
- Stefan Herkenhoff - basse (2016-2021)

## Discographie

### Albums studio
| Titre                          | Détails                                                                                           | Meilleure position | Meilleure position |
| Titre                          | Détails                                                                                           | ALL                | AUT                |
| ------------------------------ | ------------------------------------------------------------------------------------------------- | ------------------ | ------------------ |
| Songs of Love and Death        | - Sortie : 13 février 2015 - Label : Airforce1 Records - Formats : CD, téléchargement payant      | 12                 | 21                 |
| Lost in Forever                | - Sortie : 12 février 2016 - Label : Airforce1 Records - Formats : CD, téléchargement payant      |                    |                    |
| Lost In Forever (Tour edition) | - Sortie : 13 Janvier 2017 - Label: Udr Distribution - Formats: CD, téléchargement payant         |                    |                    |
| Heart of the Hurricane         | - Sortie : 31 août 2018 - Label : Napalm Records - Formats : CD, téléchargement payant            |                    |                    |
| Hørizøns                       | - Sortie : 19 juin 2020 - Label : Napalm Records - Formats : CD, vinyles, téléchargement payant   |                    |                    |
| Beyond the Black               | - Sortie : 13 janvier 2023 - Label : Nuclear Blast - Formats : CD, vinyles, téléchargement payant |                    |                    |
| Break the Silence              | - Sortie : 9 janvier 2026 - Label : Nuclear Blast                                                 |                    |                    |

### Singles
| Année | Titre                   | Album                        |
| ----- | ----------------------- | ---------------------------- |
| 2015  | In The Shadows          | Songs of Love and Death      |
| 2015  | Songs of Love and Death | Songs of Love and Death      |
| 2015  | Love Me Forever         | Songs of Love and Death      |
| 2015  | Unbroken                | Songs of Love and Death      |
| 2016  | Lost In Forever         | Lost In Forever              |
| 2016  | Written In The Blood    | Lost In Forever              |
| 2016  | Halo of the Dark        | Lost In Forever              |
| 2017  | Lost In Forever (Live)  | Lost In Forever Tour Edition |
| 2017  | Night Will Fade         | Lost In Forever Tour Edition |

### Clips vidéos
- Songs of Love and Death (2015) [34]
- In the Shadows (2015)[35],[36]
- Love Me Forever (2015) [37]
- Lost In Forever (2016)[38]
- Written In Blood Live (2016)[39]
- Lost In Forever Live (2017)[40]
- Night Will Fade (2017)[41]
- Million Lightyears (2018)
- Through The Mirror (2019)
- Human (2020)
- Dancing In The Dark (2022)
- Reincarnation (2022)
- Is There Anybody Out There ? (2022)
- Winter Is Coming (2022)
- Free Me (2023)

### Apparitions d'invites
- 2025 : Saltatio Mortis - Weltenwanderer – Von Träumen & Krawall - chant d'invite sur Spielmannsschwur (United)